# Текстовый процессор

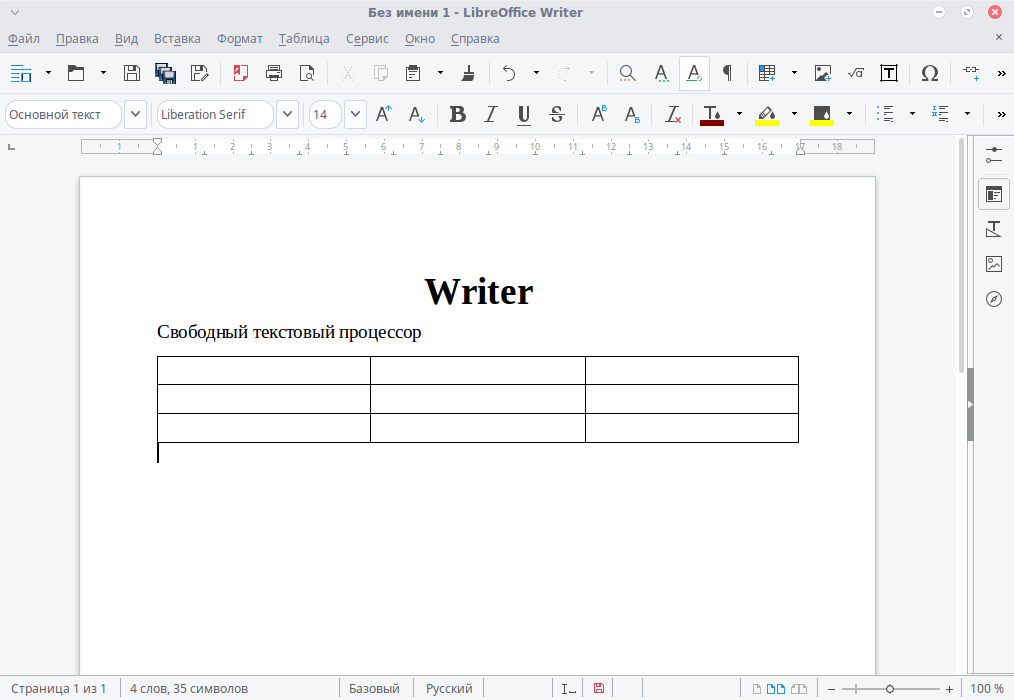
LibreOffice Writer

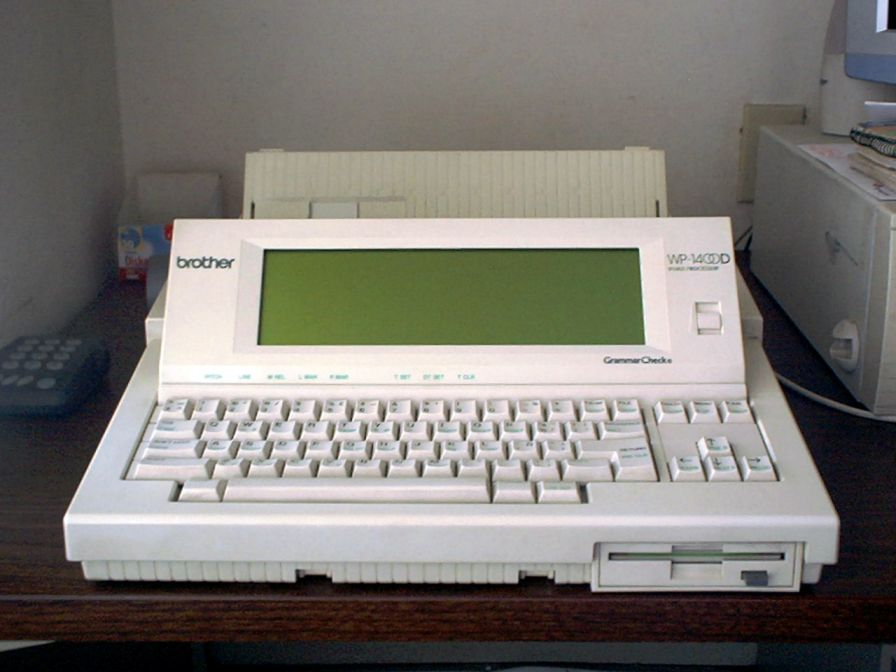
Машина — текстовый процессор Brother WP-1400D, 1994 год

Те́кстовый проце́ссор —  компьютерная программа, используемая для набора, сохранения, редактирования и печати текста. 
Современные текстовые процессоры имеют также функции компоновки макета текста и предварительного просмотра документов в том виде, в котором они будут напечатаны (свойство, известное как WYSIWYG).
Текстовыми процессорами в 1970—1980-е годы называли предназначенные для набора, сохранения, редактирования и печати текста машины индивидуального и офисного использования, состоящие из клавиатуры, встроенного компьютера для простейшего редактирования текста, а также электрического печатного устройства. Позднее название «текстовый процессор» было перенесено на имевшее аналогичное назначение программное обеспечение для универсальных компьютеров.
Современные текстовые процессоры помимо форматирования шрифтов и абзацев и проверки орфографии включают возможности, ранее бывшие доступными лишь настольным издательским системам, в том числе создание таблиц и вставку графических изображений.
Программы для работы с текстами можно разделить на текстовые редакторы, текстовые процессоры и издательские системы.

## Текстовый процессор как устройство
Поздние 1960-е — IBM разрабатывает IBM MT/ST (Magnetic Tape/Selectric Typewriter).
Текст-процессор ( word processor) — так в 1980-е годах называли примитивные по современным меркам компьютеры, предназначенные для набора и печати текстов. 

## Текстовый процессор как программа
Вслед за появлением в конце 1970-х и 1980-х годов персональных компьютеров, к ним начали создаваться программы (программные пакеты) для обработки текста. Программы могли создавать всё более сложные документы и получали больше функциональности, а снижение цен делало их более доступными для потребителей. К концу 1970-х годов главными пользователями текстовых процессоров являлись крупные и средние компании (например, юридические фирмы и газеты). За несколько лет снижение цен на персональные компьютеры сделало доступным использование текстовых процессоров каждым писателем у себя дома.

### Известные текстовые процессоры
- Лексикон — популярный в 1990-х годах в России текстовый процессор
- AbiWord
- ChiWriter — популярный в 1990-х годах в Восточной Европе текстовый процессор, для работы с научными текстами
- JWPce — текстовый процессор для японского языка.
- LibreOffice Writer — текстовый процессор, входящий в состав свободного офисного пакета LibreOffice.
- Lotus WordPro[англ.] (входит в пакет Lotus SmartSuite; основан на Ami Pro[англ.] (ранние 80-е))
- Microsoft Word
- Microsoft Works
- WordPerfect